# Белая башня (Нижний Новгород)
Белая башня — круглая башня Нижегородского кремля, расположенная в подгорной части между Ивановской и Зачатьевской башнями.

## История
Башня датируется XVI веком. В 1620 году была перестроена.
Современное название башня получила в XIX веке по сохранившейся белокаменной облицовке нижней части наружного фасада. В XVII—XVIII веках имела название Симеоновская, по Симеоновскому монастырю, находившемуся рядом с ней внутри кремля. Впоследствии здесь была построена одноимённая церковь, которая также не сохранилась до наших дней (была снесена в 1928 году), однако в 2020—2021 годах, к юбилею Нижнего Новгорода, её восстановили на историческом месте.
В 1889 году башня была приспособлена под архив Нижегородской губернской учёной архивной комиссии. Бойницы средних ярусов были превращены в прямоугольные окна. В 1923 году Белая башня выгорела внутри вместе с хранившимися в ней архивными документами, при этом конструктивные элементы башни не получили серьёзных повреждений.

## Описание
Белая башня является круглой и четырёхъярусной. Первоначально она имела обычную для Нижегородского кремля конструкцию, но несколько более тонкие стены верхних ярусов, что повлияло на конструкцию межъярусных переходов. Башня имеет два входа — на первый ярус с уровня земли и с боевого хода стены (с отдельной лестницей, ведущей на четвёртый ярус башни). Из «Писцовой книги» 1622 года известно о трёх бойницах в каждом из двух (?) ярусов, что, возможно, было ошибкой.
Позже (предполагается 1620-й год) башня, единственная в кремле, была частично реконструирована, согласно существующей во второй половине XVI века тенденции в фортификации, делающей упор на более интенсивную веерную стрельбу с башен. При этом третий ярус башни получил семь, расположенных равномерно, узких кирпичных бойницы. Второй ярус имел шесть бойниц, расположенных по две с трёх сторон появившегося квадратного внутреннего помещения. О бойницах первого, белокаменного, яруса этого периода источники ничего не говорят. В верхнем уровне башни, «бое с зубцов», осталась обычная для кремля система больших и малых боевых окон.
С середины XVII и в начале XVIII веков башня находилась в аварийном состоянии, к ней пристраивались контрфорсы, она ремонтировалась. Тогда же (к 1765 году) и были утеряны все своды. В конце XVIII века башню отремонтировали, приспособив для гражданских нужд.
При реставрации 1950-х — 1960-х годов состояние Белой башни второго этапа было частично воссоздано. На третьем ярусе вновь появились семь бойниц, второй ярус получил лишь одно боковое окошко, первый остался глухим (с пробоиной). Шатёр башни был увенчан позолоченным шпилем с флюгером в виде трёхконечного вымпела.